# Фруадтер
Фруадте́р (фр. Froideterre) — коммуна во Франции, находится в регионе Франш-Конте. Департамент — Верхняя Сона. Входит в состав кантона Люр-Нор. Округ коммуны — Люр.
Код INSEE коммуны — 70259.

## География
Коммуна расположена приблизительно в 340 км к востоку от Парижа, в 65 км северо-восточнее Безансона, в 30 км к востоку от Везуля.
По территории коммуны протекает река Оньон. 110 из 283 га территории коммуны занимают леса.

## Население
Население коммуны на 2010 год составляло 341 человек.
| 1962 | 1968 | 1975 | 1982 | 1990 | 1999 | 2010 |
| ---- | ---- | ---- | ---- | ---- | ---- | ---- |
| 174  | 181  | 181  | 272  | 278  | 311  | 341  |

## Экономика

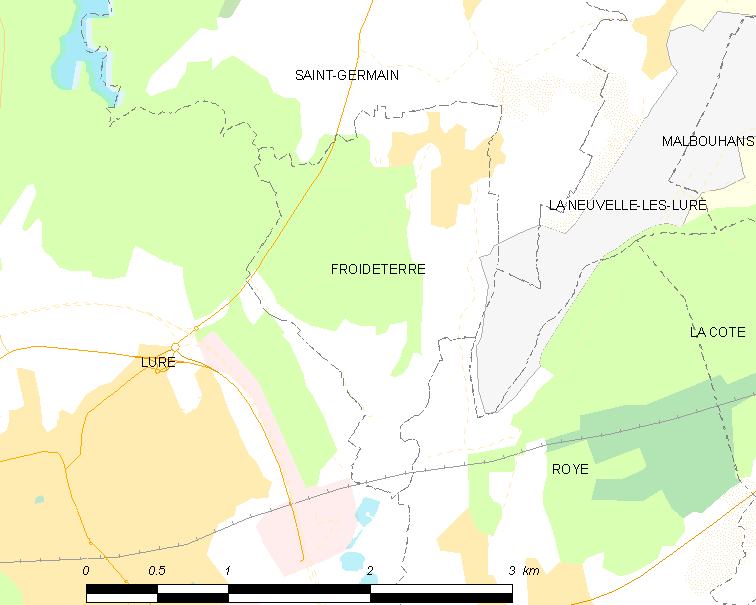
Карта коммуны

В 2010 году среди 238 человек трудоспособного возраста (15—64 лет) 166 были экономически активными, 72 — неактивными (показатель активности — 69,7 %, в 1999 году было 73,0 %). Из 166 активных жителей работали 154 человека (82 мужчины и 72 женщины), безработных было 12 (5 мужчин и 7 женщин). Среди 72 неактивных 20 человек были учениками или студентами, 33 — пенсионерами, 19 были неактивными по другим причинам.